# Janet Gunn
Janet Gunn (Fort Worth, Texas, 1961. november 2. –) amerikai színésznő.

## Filmográfia

### Film
| Év   | Magyar cím                 | Cím                         | Szerep             | Magyar hang        |
| ---- | -------------------------- | --------------------------- | ------------------ | ------------------ |
| 1990 |                            | A Killer Among Us           | Gloria Scoggins    |                    |
| 1995 | A menekülő ember éjszakája | Night of the Running Man    | Chris Altman       | Kisfalvi Krisztina |
| 1996 |                            | Carnosaur 3: Primal Species | Dr. Hodges         |                    |
| 1996 | A kalandor                 | The Quest                   | Carrie Newton      | Földesi Judit      |
| 1996 |                            | The Sweeper                 | Melissa            |                    |
| 1996 |                            | Marquis de Sade             | Justine            |                    |
| 1997 |                            | The Nurse                   | Karen Martin       |                    |
| 1997 |                            | Always Say Goodbye          | Blonde Woman       |                    |
| 2000 | Törésvonal                 | Ground Zero                 | Kimberly Stevenson | Kiss Erika         |
| 2001 |                            | Cahoots                     | Rita               |                    |
| 2002 | Tomboló tűz                | Inferno                     | Darcy Hamilton     |                    |
| 2002 | Ikertúra                   | Getting There               | Pam Hunter         | Mics Ildikó        |
| 2013 |                            | Lost on Purpose             | Arlene             |                    |

### Televízió
| Év        | Magyar cím                     | Eredeti cím             | Szerep                     | Megjegyzések                             |
| --------- | ------------------------------ | ----------------------- | -------------------------- | ---------------------------------------- |
| 1992–1993 |                                | Dark Justice            | Kelly Cochrane             | 21 epizód                                |
| 1994      | Renegade – A fejvadász         | Renegade                | Kat Calhoun                | 1 epizód                                 |
| 1996–1999 | Drága testek                   | Silk Stalkings          | Cassandra "Cassy" St. John | 38 epizód                                |
| 2001      | A szökevény                    | The Fugitive            | Becca Ross                 | 3 epizód                                 |
| 2001      | A Bermuda-háromszög kalandorai | Lost Voyage             | Dana Elway                 | - tévéfilm - magyar hangja: - Létay Dóra |
| 2005      | Bostoni halottkémek            | Crossing Jordan         | Martha Eldridge            | 1 epizód                                 |
| 2021      |                                | Everyone is Doing Great | Judy Stewart               | 1 epizód                                 |

## Fordítás
- Ez a szócikk részben vagy egészben  a   Janet Gunn című angol Wikipédia-szócikk ezen változatának fordításán alapul.  Az eredeti cikk szerkesztőit annak laptörténete sorolja fel. Ez a jelzés csupán a megfogalmazás eredetét és a szerzői jogokat jelzi, nem szolgál a cikkben szereplő információk forrásmegjelöléseként.